# Mastigodiaptomus amatitlanensis
Mastigodiaptomus amatitlanensis é uma espécie de crustáceo da família Diaptomidae.
É endémica da Guatemala.